# Pachytella mongolica
Pachytella mongolica är en skalbaggsart som beskrevs av Heyrovský 1969. Pachytella mongolica ingår i släktet Pachytella och familjen långhorningar. Inga underarter finns listade i Catalogue of Life.